# Książę tego świata
Książę tego świata – postać na ornamentach symbolizująca młodego mężczyznę, który jako kusiciel zwodził Panny Głupie ze słusznej drogi, był przedstawiany w rozglifieniu portali ślubnych, naprzeciw postaci Chrystusa, przewodzącego jako oblubieniec Pannom Mądrym. Był przedstawiany jako alegoria grzesznych.